# Nottingham Playhouse

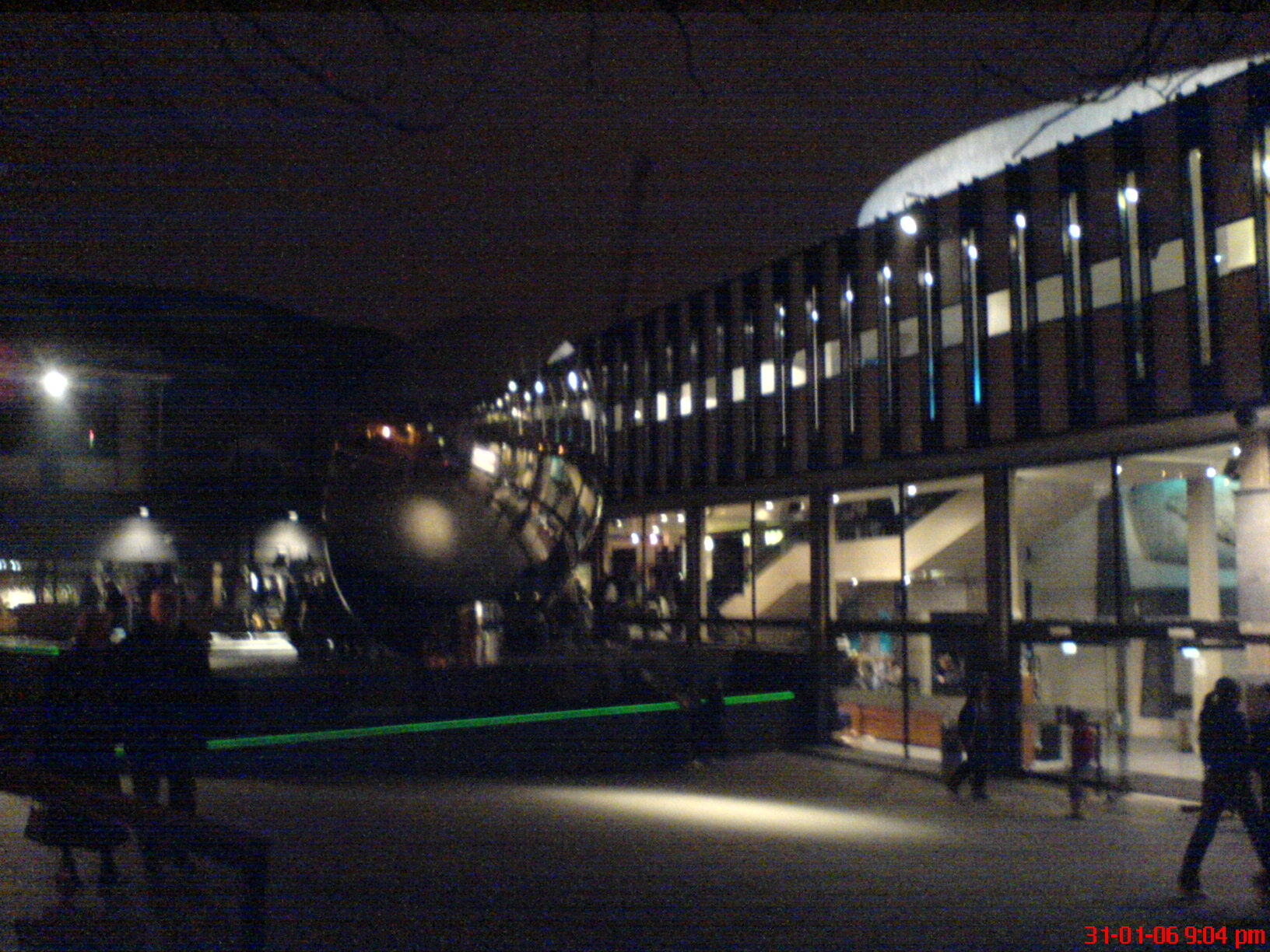
Das Nottingham Playhouse am Wellington Place in Nottingham, 2006

Das Nottingham Playhouse  ist ein Theater in der englischen Stadt Nottingham, das 1948 gegründet wurde.
Das Theatergebäude ist auf der Statutory List of Buildings of Special Architectural or Historic Interest mit Grade II* gelistet.

## Geschichte

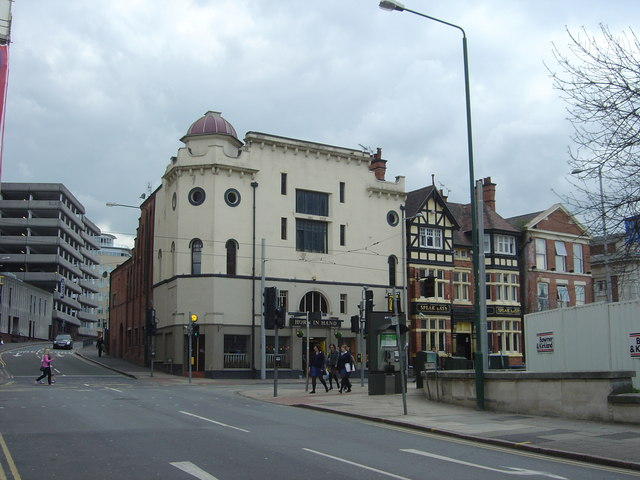
Das ehemalige Nottingham Playhouse in der Goldsmith Street

Das Theater wurde 1948 als Repertoire-Theater gegründet. Die Aufführungen fanden zunächst in einem ehemaligen Kino in der Goldsmith Street statt. Die ersten Direktoren waren Val Nay und Frank Dunlop (* 1927). Wegen Baufälligkeit des Hauses wurde am Wellington Circus ein Neubau geplant.
1963 wurde das Theater, entworfen von Peter Moro (1911–1998), mit einer Inszenierung von Shakespeares Drama Coriolanus eröffnet. Unter der Leitung von Tyrone Guthrie spielten u. a. John Neville  (Titelrolle), Leo McKern (Menenius) und Ian McKellen (Tullius Aufidius). 1965 wurde es mit dem Civic Trust Award ausgezeichnet. 2004 wurde das Haus mit Unterstützung durch den Heritage Lottery Fund umfassend renoviert und neu möbliert.
2014/15 wurde das Haus einer umfassenden Sanierung mit dem Schwerpunkt Energieeinsparung unterzogen. Die Wärmedämmung des Hauses einschließlich des Bühnenturms wurde verbessert, Doppelverglasung und Solaranlagen installiert. An der Finanzierung waren der Arts Council England, die Stadt Nottingham sowie private Spender wie der der Stadt Nottingham verbundene Mäzen und Philanthrop Harry Djanogly beteiligt. 

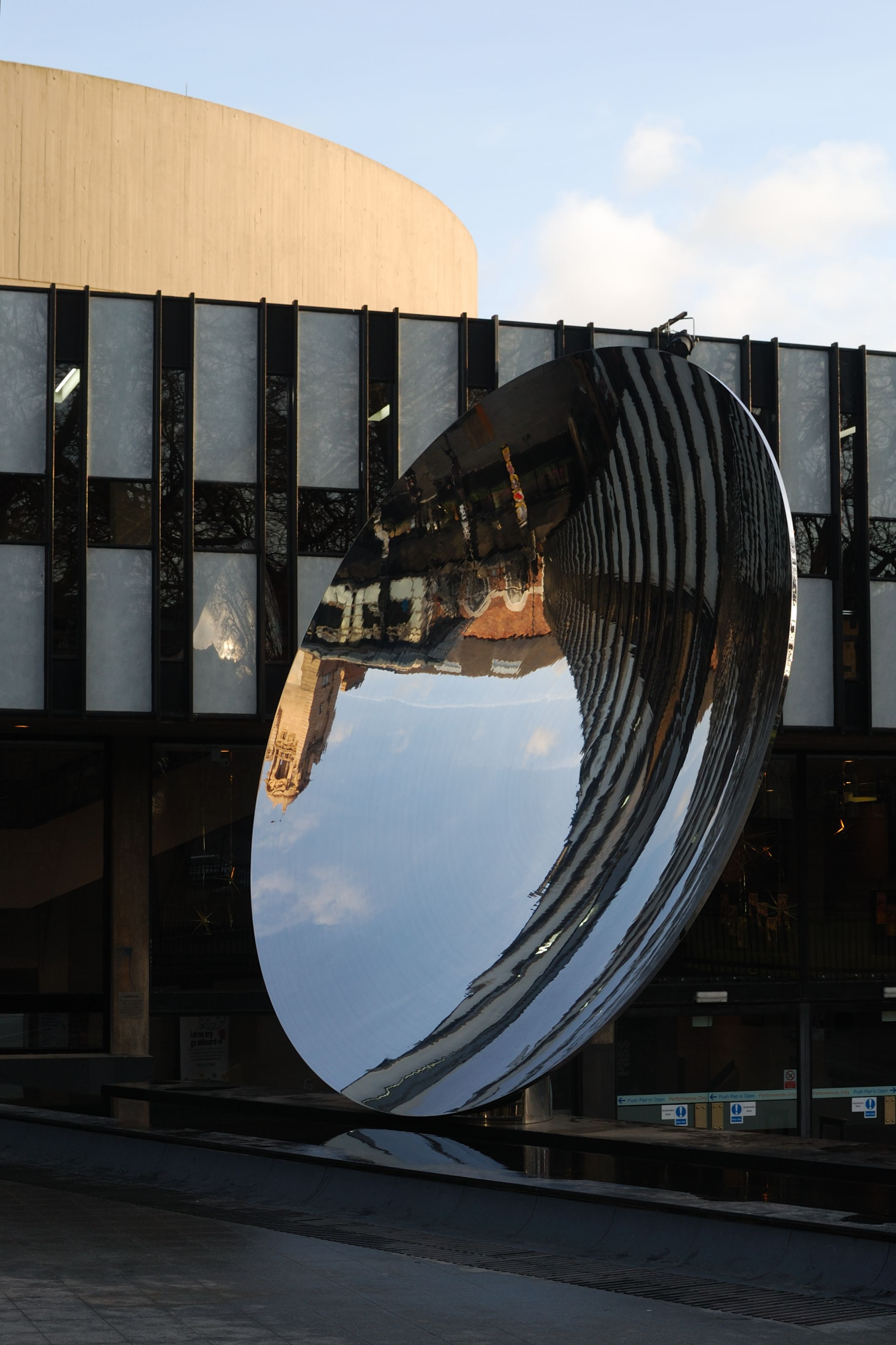
Der Sky Mirror von Anish Kapoor vor dem Nottingham Playhouse

## Sky Mirror
1995 beauftragte das Nottingham Playhouse den indischen Künstler Anish Kapoor mit der Installation einer Skulptur für den Außenbereich des Theaters.
Sky Mirror (= Himmelsspiegel) ist ein konkaver Spiegel aus rostfreiem Stahl mit einem Durchmesser von 6 Meter und einem Gewicht von rund 10 Tonnen. Der Bandstahl, der in Großbritannien hergestellt wurde, ist in Finnland durch ein Kaltschmiedeverfahren bearbeitet worden und erhielt in Wellingborough seine abschließende Politur, durch die der vollkommene Spiegeleffekt ermöglicht wurde.
Für die Grundfläche, auf der der Spiegel installiert ist, wurden 140 Kubikmeter Beton und 10 Tonnen Betonstahl verbraucht.
Sky Mirror wurde 2001 unter großem öffentlichen Interesse eingeweiht.
Er zeigt auf seiner Oberfläche ein ständig wechselndes Bild des Himmels und die Stadtlandschaft, in die er installiert ist, die allerdings auf dem Kopf steht. Sky Mirror war die erste derartige Skulptur, die von Kapoor geschaffen wurde und der noch weitere Varianten folgen sollten.